# Xã Brighton, Quận Nicollet, Minnesota
Xã Brighton (tiếng Anh: Brighton Township) là một xã thuộc quận Nicollet, tiểu bang Minnesota, Hoa Kỳ. Năm 2010, dân số của xã này là 149 người.